# ウォーターゲート事件

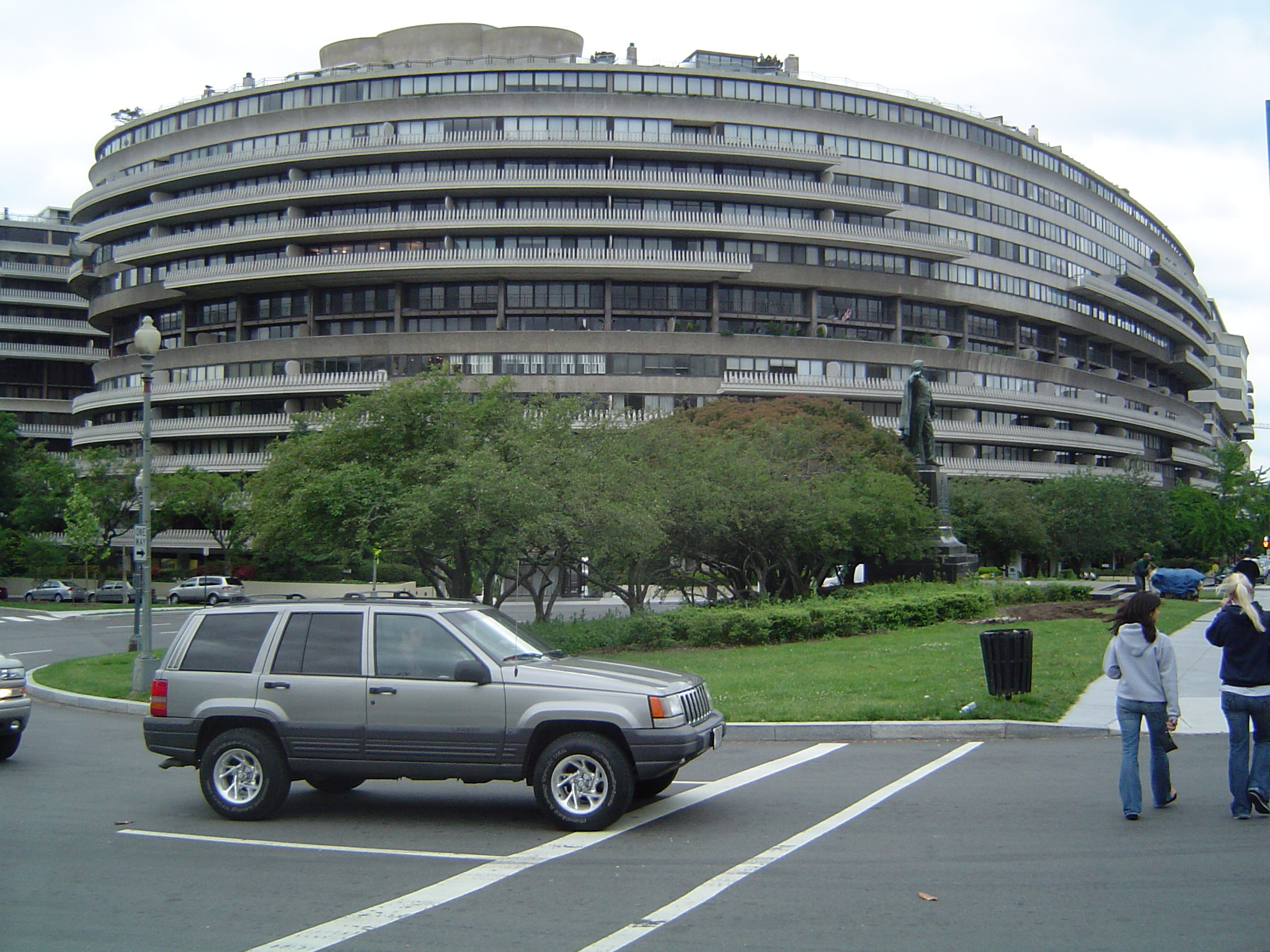
事件発覚の発端となったウォーターゲート・ビル

ウォーターゲート事件（ウォーターゲートじけん、アメリカ英語: Watergate scandal）とは、1972年に起きたアメリカ合衆国の政治スキャンダル。
1972年6月17日にワシントンD.C.の民主党本部で起きた中央情報局（CIA）工作員による盗聴侵入事件に始まった、1974年8月9日に共和党リチャード・ニクソン大統領が辞任するまでの盗聴、侵入、裁判、もみ消し、司法妨害、証拠隠滅、事件報道、上院特別調査委員会、録音テープ、特別検察官解任、大統領弾劾発議、大統領辞任のすべての経過を総称して「ウォーターゲート事件」という。

## 概要
事件の発端は、1972年の大統領選挙戦の最中に、何者かが民主党本部が入っていたワシントンD.C.のウォーターゲート・ビルに盗聴器を仕掛けようとして侵入したが、警備員に発見され警察に逮捕されたことであった。
やがて、犯人グループがニクソン大統領再選委員会（Committee to Re-elect the President, CREEPまたはCRP）の関係者であることが判明し、当初ニクソン大統領とホワイトハウスのスタッフは「侵入事件は政権には無関係」の立場をとったが、次第に『ワシントン・ポスト』などの取材記事により、この盗聴事件に政権内部が深く関与していることが暴露された。
さらに、事件発覚時にホワイトハウスが捜査妨害ともみ消しに直接関わり、しかも大統領執務室でなされた会話全般のテープ録音が存在することを、上院調査特別委員会が明らかにした。この録音テープの議会提出の拒絶や、事件調査のために設けられた特別検察官を政権が解任するなど（それに抗議して司法長官と司法副長官は辞任した）、明白な司法妨害がなされた。
このようなニクソン政権の不正な動きに対して世論は猛反発し、やがて憲法の規定に基づく議会の大統領弾劾の勢いに抗しきれなくなり、アメリカ合衆国史上初めて大統領が任期中に辞任するに至り、2年2ヶ月にも及んだ政治の混乱は終息した。

## 事件の経緯

### 不法侵入

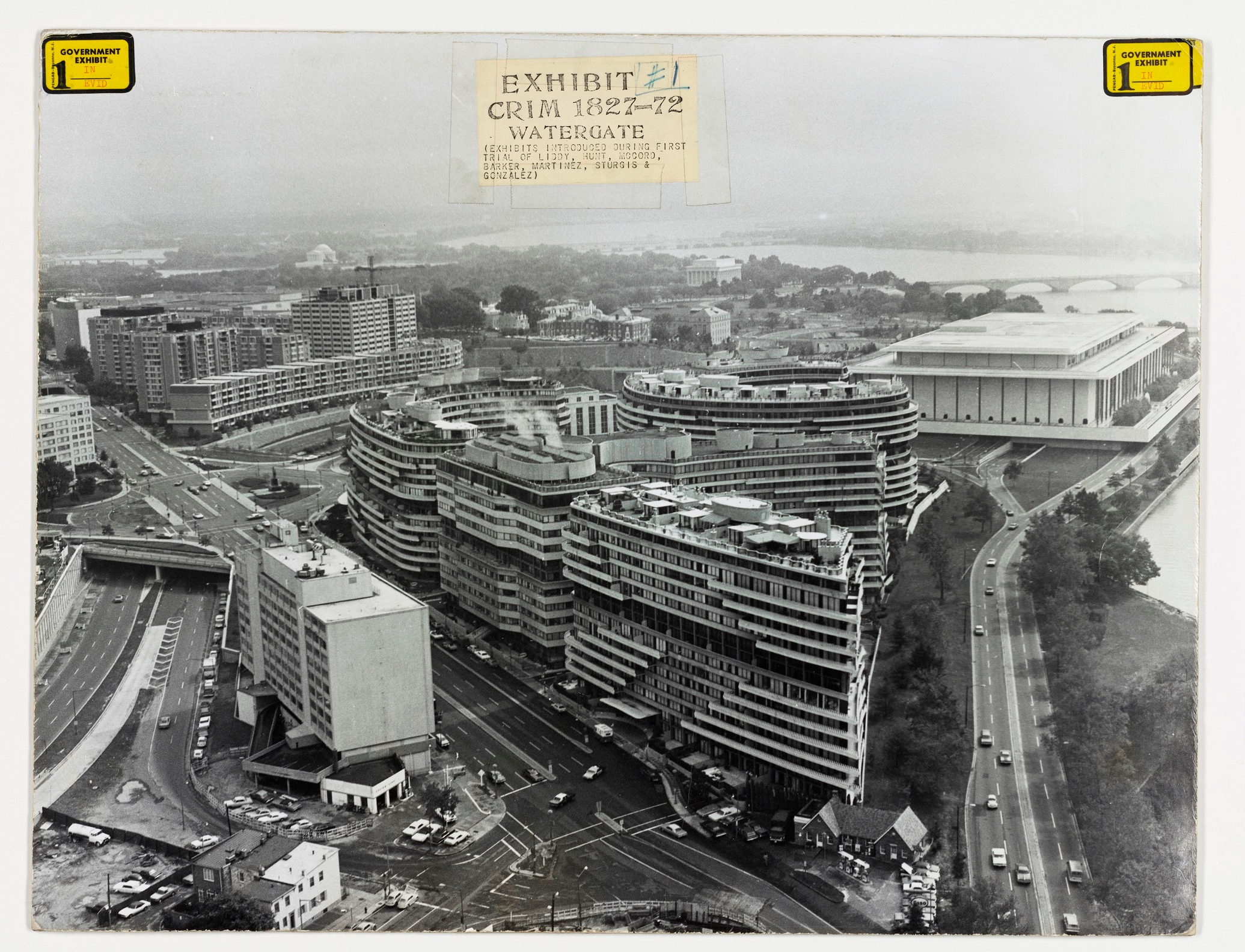
ウォーターゲート・ビルとコンプレックスの全景

1972年、6月17日の午前2時、ワシントンD.C.にあるウォーターゲート・ビルの警備員フランク・ウィルズが、建物の最下部階段の吹き抜けと駐車場の間のドアのロック部分に、奇妙なテープが貼られているのに気づいた。このドアはガレージからの侵入を防ぐため、閉めると自動ロックされ、入れなくなるが、テープでロックがかからないようにしてあり、ノブを回すとドアは開いた。彼はテープをはぎ取ったが、10分後に戻ってみると、またテープが貼り直されていた。不審に思った彼がDC警察に通報したところから事件は始まる。
警察が到着し、刑事3人が同ビルの6階を借り切っていた民主党全国委員会本部オフィスの廊下に通じるガラスドアの錠が開いていることを確認して、拳銃を抜いて中に入り、内部に侵入していた5人の男を不法侵入で現行犯逮捕した。この5人の男とは、元CIAのバーナード・バーカー、バージリオ・ゴンザレス、ユージニオ・マルチネス、ジェームズ・W・マッコード・ジュニア（逮捕時はエドワード・マーチンと名乗る）、そしてフランク・スタージスである。3週間前に盗聴器設置のために同オフィスへ侵入したが、盗聴器が正常に作動しないため、盗聴器を再設置するために再侵入したことが、彼らが撮った数枚の写真から判明した。二度も同じオフィスへ侵入を余儀なくされたことは、侵入犯のミスの中の最大のものであったが、彼らは更に致命的なミスを犯してしまった。

### 初動捜査
逮捕時はエドワード・マーチンと名乗っていた男が偽名で、本名はジェームズ・W・マッコード・ジュニア、大統領再選委員会の警備主任であることが、翌日までに判明した。彼はまたCIAの元工作員でもあった。そして彼らが投宿していたウォーターゲートホテルの室内から大金（100ドル紙幣53枚。締めて5300ドル）が見つかり、その出処に疑惑が広がった。
現行犯逮捕された5人のうち、3人はキューバ人で1961年のピッグス湾事件（第1次キューバ危機）に関与した退役軍人、1人は亡命キューバ人を訓練するCIA工作員、そして5人目は再選委員会のメンバーだった。
さらに警察が押収したユージニオ・マルチネスともう1人の手帳の中にホワイトハウス顧問チャールズ・コルソンの名前があった。またマルチネスの手帳にはさらにエヴェレット・ハワード・ハントの名前と自宅の電話番号が記され、しかも「HOUSE・WH」と記されていた。ハントは、元連邦捜査局（FBI）及びCIA職員で、その後ホワイトハウスの非常勤顧問を務めてこの年の3月に辞職したが、4月から勤めていた広告会社のオフィスはホワイトハウスのすぐ向い側のビルにあった。
ワシントン連邦地方検事局（アール・J・シルバート主任検事補ほか）は、マッコードとCIAとの関係の調査を始め、かつ大統領再選委員会との関係についても捜査を始めた。そして元ホワイトハウス顧問のハワード・ハントが捜査線に浮かび上がり、しかも彼はキューバに関わった元CIA工作員であった。侵入犯のメンバー3人がいずれも反カストロの亡命キューバ人であったことから、民主党本部盗聴―大統領再選委員会警備主任―亡命キューバ人―ホワイトハウス顧問という絡みに疑惑が膨らむばかりであった。5人の背後にハワード・ハントがいることはもはや明らかになった。侵入犯がニクソンに近い者と関係があるのではないかとの疑念が生まれた。
これに対し、6月19日にニクソンの報道官ロナルド・ジーグラーは、三流のコソ泥（third rate burglary）とコメントして、ホワイトハウスとは無関係であるとして一蹴した。また6月22日には大統領が「いかなることにせよ、この特殊な事件にホワイトハウスは関係していない」と声明を出している。
この「三流のコソ泥」とは、この侵入事件の犯人グループの行動を的確に表現したものと一方では皮肉られている。そもそも発見されるきっかけとなったドアのテープは、内部に入れば必要でない(室内からロックを解除できる)のにわざわざ取り付け直していること、最初に侵入して取り付けた電話が狙っていたものとは違う別の電話であったこと、この程度の作業で5人も侵入する必要がなかったこと、侵入時に手帳を所持していた結果ホワイトハウスとの結びつきが露見したこと、しかも大統領再選委員会の現職の人間を入れたことなど、「これはプロのする仕事ではない。ヘマなやり方だ」「どんな老いぼれ刑事でも集団で押し入ったりするヘマはやらない」という専門家の声が事件直後の新聞に掲載された。このどこか軽い行動が逆に一般的な見方として、上層部の知らないところで現場の人間が軽はずみにやった犯行というイメージとなり、ニクソン政権には直接関係がないことと理解する向きが多く、大統領選挙にはまったく影響がなかった。

### 大陪審
6月30日、ワシントン連邦地方裁判所で大陪審が始まった。5人の被告は侵入したことは認めたが、誰に頼まれたのか、金銭はどこからもらったのかなどの背後関係については一切口を閉ざしていた。事件発生から2週間が過ぎようとしていたが、ハワード・ハントは姿をくらまし行方不明であった。ところが5人の弁護を引き受けた若い弁護士が「私はハント氏ともう1人の人物から弁護を依頼されている」と証言して、大陪審からその「もう1人」とは誰かと追及されて、「弁護人と依頼人との特別な関係だから言えない」と答えた。この件について7月11日の第2回の大陪審でも追及された弁護士は黙秘権を行使、第3回の大陪審まで14時間も押し問答が続き、しびれを切らしたジョン・J・シリカ裁判長が法廷侮辱罪で処罰すると宣言する結果となった。ほぼ同時進行で特捜部は、侵入犯のバーナード・バーカーの事務所の通話記録からワシントンのある電話番号に犯行当日12回も通話していることを発見し、この電話番号が大統領再選委員会財政顧問ジョージ・ゴードン・リディであることを突き止めた。バーカーは自供し、弁護士も「もう1人の人物」がリディであることを認めたためリディは逮捕され、ハントも大陪審に出頭して彼も逮捕された。こうして5人の背後にいたのが大統領再選委員会財政顧問と元ホワイトハウス顧問であったことが明らかになり、この7人の被告たちは後に「ウォーターゲート・セブン（watergate seven）」と呼ばれることとなった。

### 盗聴・侵入の背景
事件が発生した1972年6月は、同年2月のニクソン訪中により実務的に対話ができて対立していた米中関係が改善し、ベトナム戦争の終わりが見えてきた時期である。また5月のニクソン訪ソによってそれまでの米ソ協調体制がさらに順調に進み、ケネディ大統領の時代と異なる東西の緊張緩和（米ソデタント）を迎えた時期でもある。また内政では前年夏のニクソン・ショックで懸案であったドルの切り下げを各国間の通貨の同時調整で実施し、内政・外交とも成果を挙げた時期であった。
しかも1972年大統領選挙は、予備選挙がほぼ終盤で、民主党の本命だったエドマンド・マスキー候補が失速、ジョージ・マクガヴァン候補が浮上して共和党にとってはまず順調に選挙戦が戦える見通しとなった時期である。ニクソンにとっては順風で1971年7月 - 8月のニクソン・ショックから1973年1月のベトナム和平協定成立まで、絶頂期を迎えた頃であり、民主党本部を盗聴する必要は無かった。
そもそもこの7人は民主党本部を盗聴するためのチームではなく、ニクソン政権になってから内部からの情報漏れによる報道によって外交政策や外交交渉に影響を受ける事態を苦々しく思ったホワイトハウスが1969年に特定の記者や国家安全保障関係者の電話盗聴を命じたFBIによるチームで、1971年まで活動は続けられた。翌1970年にカンボジア侵攻に抗議して全米の大学で学生デモが行われた時に、国内治安のための情報収集活動の強化を目指し、規制を緩めて学生スパイの育成、外国大使館への侵入、郵便物の開封、電話盗聴を行う旨の大統領諮問委員会の勧告が出て一旦は決定したが、フーヴァーFBI長官の猛反対で撤回されている。
その後、1971年に国防総省秘密文書（ペンタゴン・ペーパーズ）がニューヨーク・タイムズにすっぱ抜かれたことから、アメリカ合衆国連邦政府部内からの情報漏洩を防ぐために作ったチームが、The White House Plumbers(別名：配管工、plumber unit）と呼ばれる特別調査ユニットであった。情報漏洩調査の対象は、当初のベトナム戦争反戦運動活動家や報道関係者からホワイトハウス職員、そして民主党員に広がる。ゴードン・リディ、ハワード・ハントは、彼らに対して工作を行う中心人物だったのである。
ワシントン・ポスト紙の1973年5月17日付けの紙面に、秘密工作に関わった上級レベルの者による、次のような言葉が紹介されている。

### ワシントン・ポストと「ディープ・スロート」
ワシントン・ポストは、事件が発生した1972年6月17日朝からボブ・ウッドワード記者とカール・バーンスタイン記者とが共に独自の調査を始め、事件に関する様々な事実を紙面に発表した。内容の多くは、FBI及び他の政府調査官には既知のものではあったが、ウォーターゲート事件に対する世間の注目を集めることとなり、ニクソンやその側近を窮地に追い込む結果となった。
最初に1972年6月20日付け紙面で侵入犯の内、2人の手帳からチャールズ・コルソン（ホワイトハウス顧問）の名前が見つかり、他にハワード・ハントの名前と自宅の電話番号、そして「House.WH」と書き込まれていた、とスクープした。そして8月1日の紙面で侵入犯の1人バーナード・バーカーのフロリダの銀行口座にニクソン再選委員会中西部地区責任者ケネス・ダールバーグの預金小切手から25,000ドルが振り込まれていた、と報じた。この頃から2人はウォーターゲート事件を専門的に担当することとなった。そして「ニクソン再選委の秘密選挙資金が30万ドルに上る」（9月17日）、「ミッチェル前司法長官は在職中から秘密資金を管理していた」（9月29日）、「ウォーターゲート事件は共和党の選挙妨害の1つに過ぎず、秘密資金は35〜70万ドルにのぼる」「大統領補佐官が民主党妨害工作に関与、FBI捜査で明らかに」（10月10日）、「秘密資金の支出を管理するメンバーにハルデマン補佐官が」(10月25日)、などスクープを出し、ホワイトハウスとの関係は悪化の一途を辿った。しかし事件発生から半年間は大方の見方としてコソ泥の真似を政府高官がするはずはない、下っ端がとんでもないことをしたが、中枢部には関係ないことである、という見方が強く、11月の大統領選挙にはさして影響はなく、ニクソンの圧勝に終わった。総じてメディアはウォーターゲート事件には無関心であり、この時期に記事にしたのはほとんどワシントン・ポストのみであった。世間の耳目が集まるようになったのは、マッコードの爆弾発言が出た1973年3月以降のことである。
この一連のスクープ記事は、ある内部情報に詳しい者からの示唆に基づくものであった。ウッドワードによって「ディープ・スロート」と名づけられた内部情報提供者の素性は、ウォーターゲート事件におけるミステリーとされていた。

### 捜査妨害・もみ消し

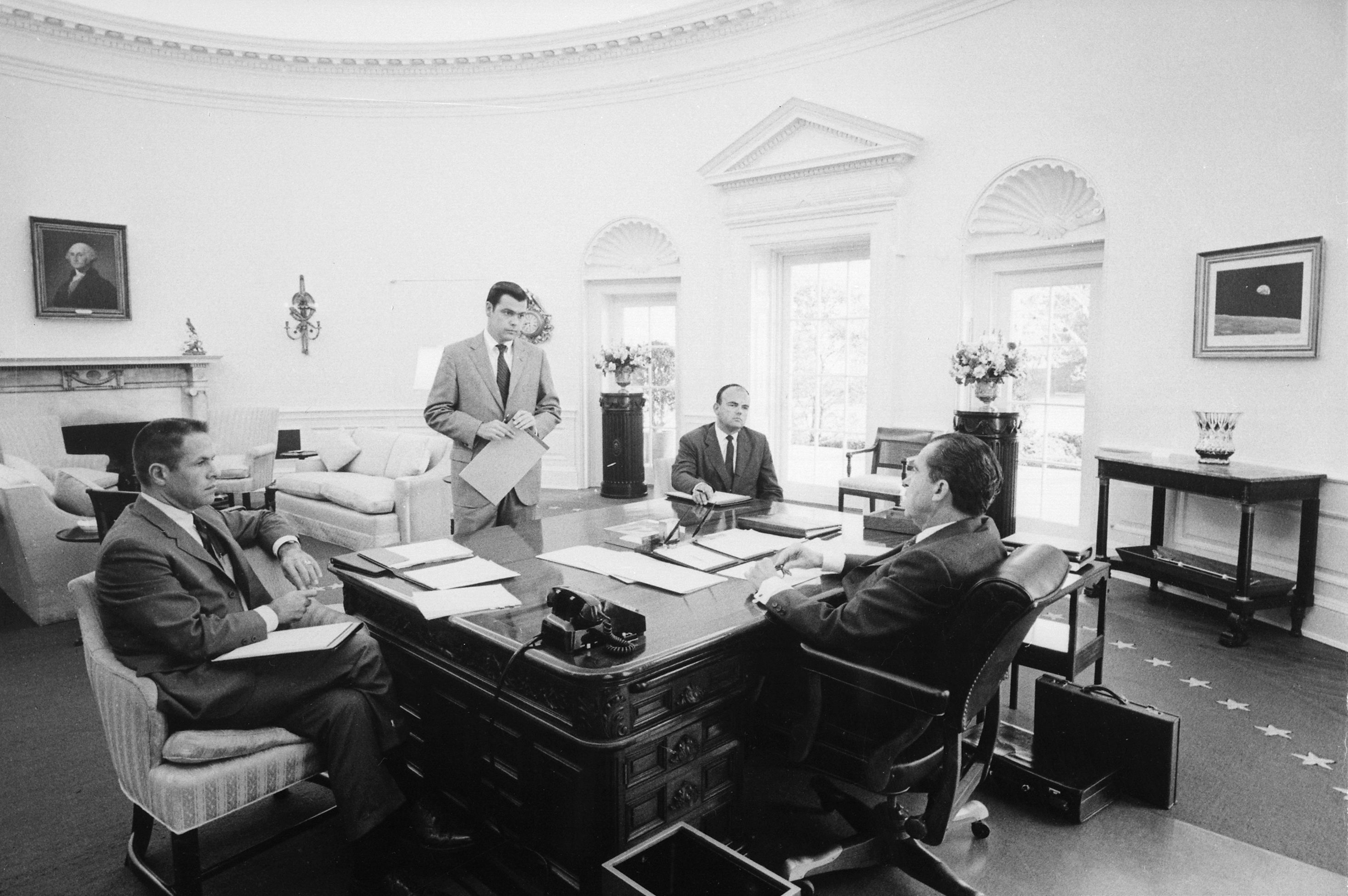
ニクソン大統領と左からハルデマン、ドワイト・チェーピン、アーリックマン補佐官（1970年）

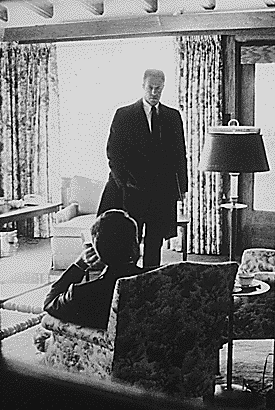
ニクソン大統領（手前）とハルデマン首席補佐官

事件が起こった1972年6月17日の2日後の6月19日夕方に、大統領再選委員会委員長ジョン・N・ミッチェル（前司法長官）、副委員長ジェブ・スチュアート・マグルーダー、同じ再選委員会メンバーのフレデリック・C・ラルー、ロバート・マーディアン、そして大統領法律顧問ジョン・ディーンの5人が集まり、どのように事件の後始末をつけるかについて協議した。事件をリディの一存でやったことにしようという話で終わったが、資金20万ドルの出所を知られたらどうするかが懸念された。この会合が事件のもみ消し工作の最初であった。またマグルーダーは事件が公になった17日に再選委員会事務局から2冊のファイルをいったん2人の事務局員に自宅に持って帰らせて、週明けのこの日に受け取って直ちに裁断機で処分した。このファイルは盗聴作戦の計画に関する克明なメモであり、ウォーターゲート事件の重要な証拠物件であった。
これより前の19日午後、ディーンは行政府ビルのハントの部屋から金庫を上の階の倉庫に移していた。この時、侵入犯の手帳にコルソンやハントの名前とホワイトハウスを窺わせる文字が見つかり、ホワイトハウスがコルソンとハントは無関係と躍起になって否定していた。翌20日にディーンは自室で1人でこの金庫を開けて中身を調べ、機密を要する書類と盗聴マイクから送られてくる会話を受信する装置を取り出して、差障りのないものだけを段ボール箱に入れて27日に訪ねてきたFBIの捜査官に手渡している。この時ディーンがハントの金庫から持ち去った機密書類の中には、ペンタゴン・ペーパーズを漏洩したダニエル・エルズバーグが通っていた精神科医ルイス・J・フィールディングのオフィスへ不法侵入して複写した書類や、ケネディ大統領と南ベトナムのゴ・ディン・ジエム大統領の死を結び付ける秘密電報（ハントが偽造したもの）があり、ディーンもさすがに驚いてジョン・アーリックマン大統領補佐官に報告して、2人で相談をした。そして6月28日にグレイFBI長官代行に渡して処分を依頼して、グレイはこの微妙な書類を自らの手で処分している。この一件は翌年春にウォーターゲート事件が全米を震撼させた頃に明らかとなり、その結果グレイは次期FBI長官と見られていたが辞職に追い込まれている。このハントに関する資料がFBIに手渡されたことを6月30日の新聞で知ってハントは、雲隠れをしていても逃れられないと観念したと言われている。
このように民主党本部への盗聴の不正工作は、ゴードン・リディとハワード・ハントを中心として大統領再選委員会職員が主導していたのである。
事件から6日後の6月23日、ジョン・アーリックマン内政担当大統領補佐官とハリー・ロビンス・ハルデマン大統領首席補佐官は、ホワイトハウスの事務室にリチャード・ヘルムズCIA長官とバーノン・A・ウォルターズCIA副長官の2人を呼んだ（あるいは呼びつけた）。まずCIAがこの事件に関与しているかどうか、問い質すとヘルムズ長官は「全くありません」と返答した。それからハルデマンは「これは大統領の希望だが（※後に大統領の希望とは言わなかったと補佐官は証言している）、パトリック・グレイFBI長官代行の所に行って、君の方からこれで十分でないのか。これ以上の捜査は得策でない。特にメキシコへの捜査は…」と言って「CIA側からFBIにこれ以上の捜査をしてくれるな、と言ってほしい」と要請した（あるいは要求した）。これはメキシコでの盗聴工作の秘密資金の流れを隠すことが本当の目的で、表向きはメキシコでの捜査はCIA工作の暴露につながることを理由にしてCIAからFBIに直接働きかけをしてくれとの話であった。

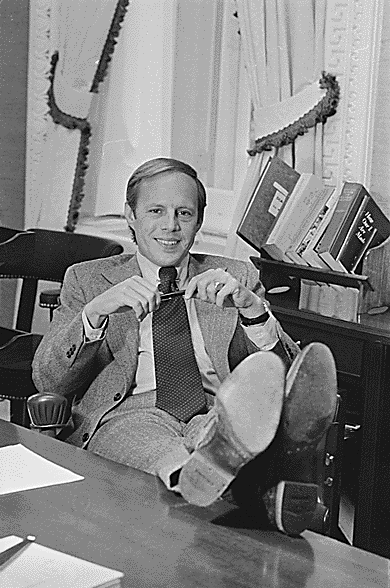
ジョン・ディーン法律顧問

同日ウォルターズCIA副長官はグレイFBI長官代行の所へ行って、「捜査が国境の南に及べば我々の秘密活動の一部に触れるかも知れない。この辺で打ち切るのが最善ではないか」とグレイに述べて「検討する」との返事を引き出している。3日後の6月26日、大統領法律顧問ディーンからの電話による呼び出しを受けてウォルターズが出向いたところ、「CIAから彼らの保釈金を、そうしてもしも刑務所に行くことになれば刑期中の給料を払ってやるというわけにはいくまいか」との打診を受ける。ウォルターズは「本件にはCIAは関与していない。CIAは政治と無関係だからこそ価値があるのであって、もしも保釈金や給料を払えば今のスキャンダルは10倍も大きくなる。CIAが政治に巻き込まれたことは今まで一度もない。CIAの信用が全く失われてしまう」と突っぱねた。その2日後、再びディーンに呼ばれて「グレイとの話し合いは君の仕事だ」とウォルターズは命じられている。それに対してウォルターズは「政治的危険が大きい。あまりジタバタしないようお薦めする。」とやんわり拒否している。ディーンは、CIAの秘密活動を妨げるとしてFBIの捜査を打ち切らせる、そしてCIAの仕事だったと言ってしまえば「国家安全保障」を理由に事件への追及をもみ消せる、という一石二鳥を狙ったのであるが、結局FBIもCIAも従わなかった。
この翌年、上院特別調査委員会でこの1972年6月23日の動きについて大統領法律顧問ディーン、大統領首席補佐官ハルデマン、大統領補佐官アーリックマンとも厳しい追及を受けることとなった。その後に大統領執務室の全ての会話が秘密裏に録音されていることが明るみに出てから、この時の会話を録音したテープの提出をめぐって大統領側と議会・司法の間で攻防が展開されることになる。
事件発覚後のもみ消し工作は6日後からホワイトハウスが動きだしていたが、盗聴のために民主党本部に侵入する工作についてジョン・N・ミッチェル元司法長官、ハルデマン首席補佐官、チャールズ・W・コルソン特別補佐官およびアーリックマン内政担当補佐官がどれほど深く関与したのかはいまだに論争の対象である。ミッチェルは当時大統領再選委員会の責任者であり、選挙運動本部長だったジェブ・スチュアート・マグルーダーやフレデリック・C・ラルーと共に（ハントとリディの侵入を含む）スパイ活動計画を承認してはいるものの、それが彼らの上からの指示であったかどうかは明らかではない。

### CIAとFBIとホワイトハウスの暗闘
ウォーターゲートビルに侵入して逮捕された者の中に元CIA工作員ジェームズ・マッコードやゴードン・リディ、そしてハワード・ハントの名前が出てきたことが、陰に陽にCIAに微妙な影響を与え、やがて国民の知らないところでFBIも巻き込み、ホワイトハウスとの暗闘が1972年6月18日から起こっていた。日付をもとにその動きは以下の通りである。
- 6月17日 - 侵入事件当日の夜遅く、ヘルムズCIA長官の自宅にCIA保安部長ハワード・J・オズボーンから電話がかかってきた。かってオズボーンの配下にマッコードがいて、ヘルムズも知っている人間であった。この時にハワード・ハントも絡んでいることを聞いてCIA長官は「いったい何をしていたのか？」と語った。そしてすぐにヘルムズはグレイFBI長官代行へ電話し、「ウォーターゲートビルに侵入した者はホワイトハウスが雇った者でCIAは何の関係もない」と伝える。
- 6月18日 - FBI特別捜査監督官ダニエル・ブレッドソーは、ゴードン・リディの名前を見て驚く。10年前に会ったことがあった。そして夕方午後4時頃にホワイトハウスから電話が入る。アーリックマン補佐官からで「FBIは侵入事件の捜査を打ち切るべきだ」との意見に「憲法の下で違法行為の有無を判断するため捜査開始が義務付けられている」と返す。「君は大統領の命令にノーと言っているのと同じことが分かっているのか」「はい」「ブレッドソー君、君のキャリアは終わりだ」そう言ってアーリックマン補佐官は電話を切った。すぐにマーク・フェルトFBI副長官の自宅に電話して一部始終を報告すると、副長官はただ笑うだけであったという。
- 6月19日 - FBIではフェルト副長官がグレイ長官代行に捜査がホワイトハウスに及ぶかも知れない旨の連絡をした。一方CIAでは朝9時から幹部会議があり、ヘルムズ長官は「ひどいことになるだろう」「彼らがホワイトハウスで仕事をしていることは知っていた」と述べた。
- 6月21日 - FBIでは、夕方午後4時から侵入事件に関する初めての公式会議を招集。「捜査は完全に公平無私、綿密周到、完全無欠でなければならない」ことで一致した。この時にグレイ長官代行はディーン法律顧問に捜査と取調べの概要を毎日渡すことを密かに考えていた。
- 6月22日 - FBIはチャールズ・コルソンを取調べる。傍にディーンを同席させていた。この時にコルソンはハントが金庫を持っていたことに触れたが、同席したディーンは「知らない」とシラを切った。この前々日の20日にディーンはハントの金庫から書類を取り出していた。
- 6月23日 - ニクソンとハルデマンとの話し合いで、国家安全保障を理由にFBIの捜査を止めさせる計画を決めた。CIAのヘルムズ長官とウォルターズ副長官を呼び出す。午後2時半にウォルターズCIA副長官はグレイFBI長官代行を訪ね「捜査はCIAの領域を侵害するかもしれない」として捜査の中止を求めた。退室後にグレイ長官代行は部下のチャールズ・ベイツに電話して手を引くように伝えたが、ベイツは「FBIとして選択の余地はない」として反対した。
- 6月26日 - ディーン法律顧問がウォルターズに侵入犯への手当をCIAが負担するように要求。
- 6月27日 - ディーンが再度ウォーターズに要求。ヘルムズ長官はそれを聞いて「ホワイトハウスの言う通りにしたら私は刑務所へ行き、CIAは終わりだ」と話し拒否する。
- 6月28日 - ヘルムズCIA長官が外遊。ディーンがグレイFBI長官代行にハントの金庫から出した書類の封筒を渡す。
- 7月06日 - ウォルターズCIA副長官とグレイFBI長官代行とが話し合い、グレイはウォルターズに捜査を打ち切るには「それを求めるCIAからの書面による命令が必要になる」と答える。その後、グレイはニクソンに電話して「CIAを操ってあなたのスタッフがあなたに致命傷を負わせようとしている」と伝えると、ニクソンはしばらく「不気味な沈黙」が続いた後にグレイに捜査を行うように命じた。

### 連邦地裁
1973年1月8日に、リディとハントを加えた侵入犯被告7人（ウォーターゲート・セブン）は大陪審にかけられて、マッコードとリディ以外の全員が有罪を認めた。しかしこの盗聴事件の背後関係については一切口をつぐんだままであった。裁判では被告全員に対し、犯罪の共同謀議、家宅侵入および盗聴について有罪の判決が下されることになるとの予想であったが、被告が証言をせず有罪を認めるように賄賂が支払われたという事実もまた明るみに出てしまう。そしてマッコードは次第にCIAの単独工作ということで自分を主犯格にして幕を引く動きであることを察知して、侵入だけを認め、素直に刑に服し（懲役20〜30年の見通しであった）、やがて恩赦を待つ、その間の家族の面倒は見るとの約束に懐疑的になっていった。そして3月19日についに行動を起こして、シリカ裁判長に手紙を送る。それは「罪を認めてその他は一切しゃべるなという政治的圧力を受けている」「公判でいくつかの偽証があった」「他にも関係者はいるが公判では一切明らかにされていない」「ウォーターゲートはCIAの作戦の一環ではない」など自分の胸中を初めて吐露したものであった。
これに対してシリカ裁判長は、3月23日の判決の際に冒頭でマッコードの手紙を読み、リディには懲役20年の実刑判決、他の侵入犯被告に対して懲役35年の仮判決を言い渡すと同時にグループが事件の調査に協力的であるなら3ヶ月後に減刑するとも述べた。ハントには懲役25年の仮判決で3ヶ月後の減刑も予想されるものであった。一方、自ら大統領再選委員会との関係と偽証を認めたマッコードに対しては、判決が延期された。
これ以後、民主党本部盗聴侵入事件の疑惑がさらに深まると同時に大統領までも巻き込む一大政治スキャンダルとなり、警察の捜査、裁判での審理から政治の場での調査と権力争いの様相に変化することとなる。マッコードは翌3月24日に上院特別調査委員会に証人として立ち、「盗聴計画はミッチェル、ディーン、マグルーダーの3名が事前に承認を与えた」という爆弾発言をおこなった。

### 補佐官と司法長官の辞任、そして特別検察官の指名へ

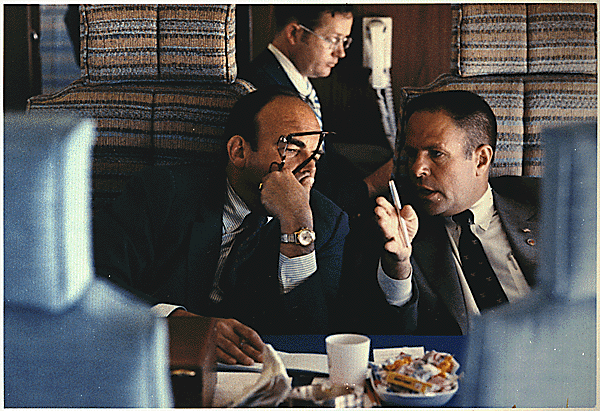
ハルデマン大統領補佐官（右）とアーリックマン大統領補佐官（左）1973年4月27日撮影。この3日後、両者は補佐官を辞職する。

1973年3月までホワイトハウスの事件に対する対応は「一切関係はない」であった。この時まで裁判所であっても上院特別調査委員会であっても行政特権を理由にスタッフの証言を拒否してきた。しかし、マッコードの手紙と上院での爆弾証言を契機に国民や議会からも批判が高まり、3月30日に大統領は捜査に協力するように命じた。その9日前の3月21日に大統領は密かにホワイトハウス内部の徹底調査に乗り出して、4月17日に記者団に「その調査で新たな進展があり、事件捜査には全面的に協力して、いかなるもみ消し工作も強く非難する」と語った。この発表は裏返せば1973年3月21日まで事件の詳細は知らず、ホワイトハウスは無関係と言ってきたが、内部調査で新しい事実が分かった、ということである。しかし真実は違うことを米国民は1年後に知ることになる。
また前年8月29日にニクソン大統領はディーン法律顧問の調査の結果、ホワイトハウス内部に事件に関係した者はいない、と断言していたが、これにディーン自身が「驚き、血の気がひいていくような気持ちになった。大統領はウソを言っている。」と1973年5月に『ニューズウィーク』誌記者に語っている。この一件はディーンがやがてニクソンと決定的に袂を分かつ遠因となった。ディーンはマッコード発言から4週間後の4月19日に「私を身代わりにしようとする動きがある」と言明してホワイトハウス内部が大混乱となる。あわせて翌20日にニューヨーク・タイムズが「盗聴計画の共同謀議はミッチェル、ディーン、マグルーダー、リデイによって1972年1月から3月の間に3回行われた」とスクープして、さらに21日には「ディーンが犯人らに口止め料を払った」と報じた。実はこの数日前の4月16日に、ディーンは大統領からもみ消し工作を認めた辞表の署名を求められて拒否していた。そして、法律顧問を解雇された後の1973年6月25日の上院特別調査委員会で、ディーンは「ニクソン大統領はもみ消し工作を知っていた」と証言するまでに至った。
この後1973年4月30日にニクソンは、彼がもっとも頼りにしているハルデマンとアーリックマン両補佐官の辞任を余儀なくされた。加えて、ジョン・ディーン法律顧問が解雇される。これは、ディーンが上院の捜査官と独自の取引をしたことでニクソン自身にとって非常に不利な証人になる恐れを警戒したものであった。同日、司法長官をクラインディーストからエリオット・リチャードソンに代え、彼に特別検察官を指名する権限を与えた。これに基づき5月18日に、リチャードソンは特別検察官にアーチボルド・コックスを指名。コックスがリベラルなハーバード大学の教授であり、政敵ケネディの司法次官であったことから、ニクソンは恐れた。

## 上院特別調査委員会

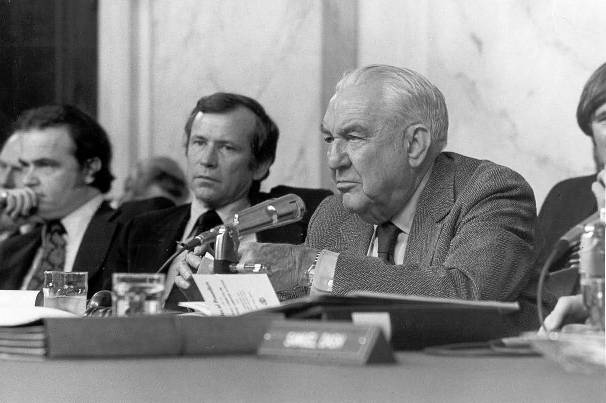
上院ウォーターゲート特別委員会
左からトンプソン共和党顧問、ハワード・H・ベーカーJr.副委員長、サム・アービン委員長

上院にサム・J・アーヴィンJr.上院議員を委員長とする上院ウォーターゲート特別委員会が設けられたのは1973年2月7日である。全米が注目する中で委員会の公聴会が、ニクソン大統領がコックス特別検察官を指名する前日（5月17日）より始まった。この公聴会は当時全米の3大テレビネットワークだったNBC・ABC・CBSが最初の1週間は3局ともコマーシャル抜きのぶっ通しでその模様を放送し、2週目からは3局が交代で放送した。公聴会はこれ以降8月まで合計37日間開催され、毎回のテレビ中継で、ニクソン政権の内情が白日の下に晒された。6月25日にはジョン・ディーンが証言して、事件のもみ消しを図ったのはハルデマンとアーリックマンの両補佐官であり、大統領はもみ消しを最初から知っていたことを明らかにした。

### 録音テープ
そして7月13日での特別委員会に出席したアレグサンダー・バターフィールド大統領副補佐官が、ホワイトハウスの録音システムが大統領執務室中の全会話を自動的に記録しており、その録音テープが存在すると発言して、それまでのニクソン及びディーンの発言が真実を話しているかどうか証明することができる重要な証拠の存在が明らかになった。
コックス特別検察官と上院特別委員会は、直ちにホワイトハウスに対しテープの提出を命じた。コックスは大統領との会話が録音されている8本のテープの提出を要求した。この録音テープの存在が公開されると、それまでの発言との食い違いが発覚し自身に不利になること、および自分の日頃の言動が明らかになることを恐れて大統領は提出を拒否した。そしてこの問題は司法の場に持ち込まれて、8月29日にワシントン地裁のシリカ判事がテープの提出を認め、さらに10月12日に連邦控訴裁判所も地裁の決定を支持した。
以後ウォーターゲート事件はこの録音テープの提出を要求する側とそれを拒否する側との攻防が中心となり、やがて秋に入って大きな転機が訪れる。
苦境に立ったニクソンは妥協案としてジョン・C・ステニス上院議員（上院軍事委員長で民主党だが保守派の盟友でもある）にテープを精査して報告する旨の案を出したが、コックスはこの妥協案を拒否した。

### 土曜日の夜の虐殺

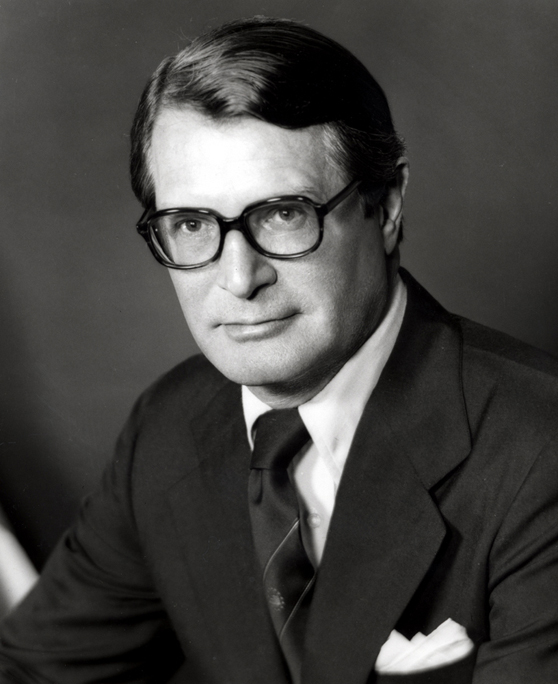
エリオット・リチャードソン司法長官

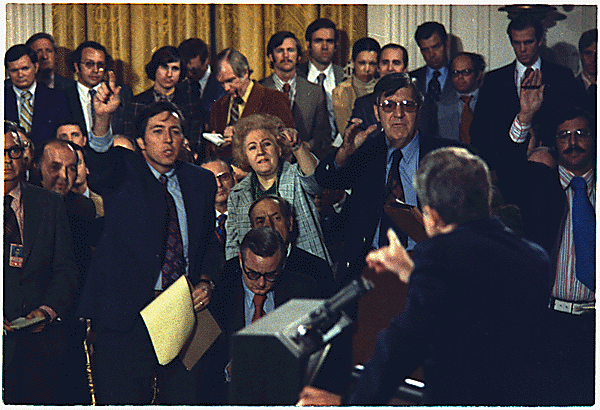
衝撃の土曜日夜から6日後の記者会見で厳しい質問攻めに会うニクソン大統領 1973年10月26日

1973年10月20日の土曜日。この日、ニクソンはテープ提出要求を大統領特権で拒絶し、提出命令を無効にするようリチャードソン司法長官経由でコックスに命じた。コックス特別検察官はこれを拒否して記者会見を行い、あくまで録音テープの提出を要求した。ニクソンは次にコックスを解任することを画策、この土曜日の夜にリチャードソン司法長官に対して解任を命令したが、リチャードソンはこの命令を受け入れることを拒否し辞任。ニクソンは次にウィリアム・D・ラッケルズハウス司法副長官に対しても同じ命令を行ったが、ラッケルズハウス副長官もこれを拒否して辞任した。結局、司法省No.3のロバート・H・ボーク訟務長官が大統領命令に背くことができずコックスを解任した。
この出来事が土曜日の夜であったので、後に土曜日の夜の虐殺と呼ばれることとなった。特別検察官を力で押さえつけたと同時に、閣僚でもあった司法長官と次官を抗議辞任に追いやったことは大統領の行き過ぎで止まる話ではなくなり、ニクソン非難の嵐が全米に吹き荒れることとなり、翌週の火曜日までに下院に「ニクソンの弾劾要求ないし弾劾措置を取れるかどうか検討する案件が22件にのぼった」という。この時期から議会で大統領弾劾の動きが始まることとなる。
それは、この一連の流れからテープには、ニクソンにとって相当都合が悪い会話があり、大統領が深く関わっていた事実を示すものがあるに違いないという確信を多くの国民に植え付けることになった。結局ニクソンは10月23日にはシリカ判事の提出命令に従うことを言明せざるを得なくなった。
1973年11月17日、フロリダ州オークランドで、ニクソンは400人の記者の前で自らの行為に対する弁明を行った。「私はペテン師ではない（I am not a crook.）」という有名なセリフは、この時の弁明で生まれたものである。
特別検察官の後任には、レオン・ジャウォスキーが選ばれた。しかしこの一連の動きで大統領の資質まで問われることとなり、10月10日に州知事時代の収賄及び脱税が発覚したスピロ・アグニュー副大統領が辞任する事態が生じて、ニクソン大統領への支持は急速に落ち込み、自身の政治的基盤を崩壊させることにもつながっていった。

### 録音テープ提出

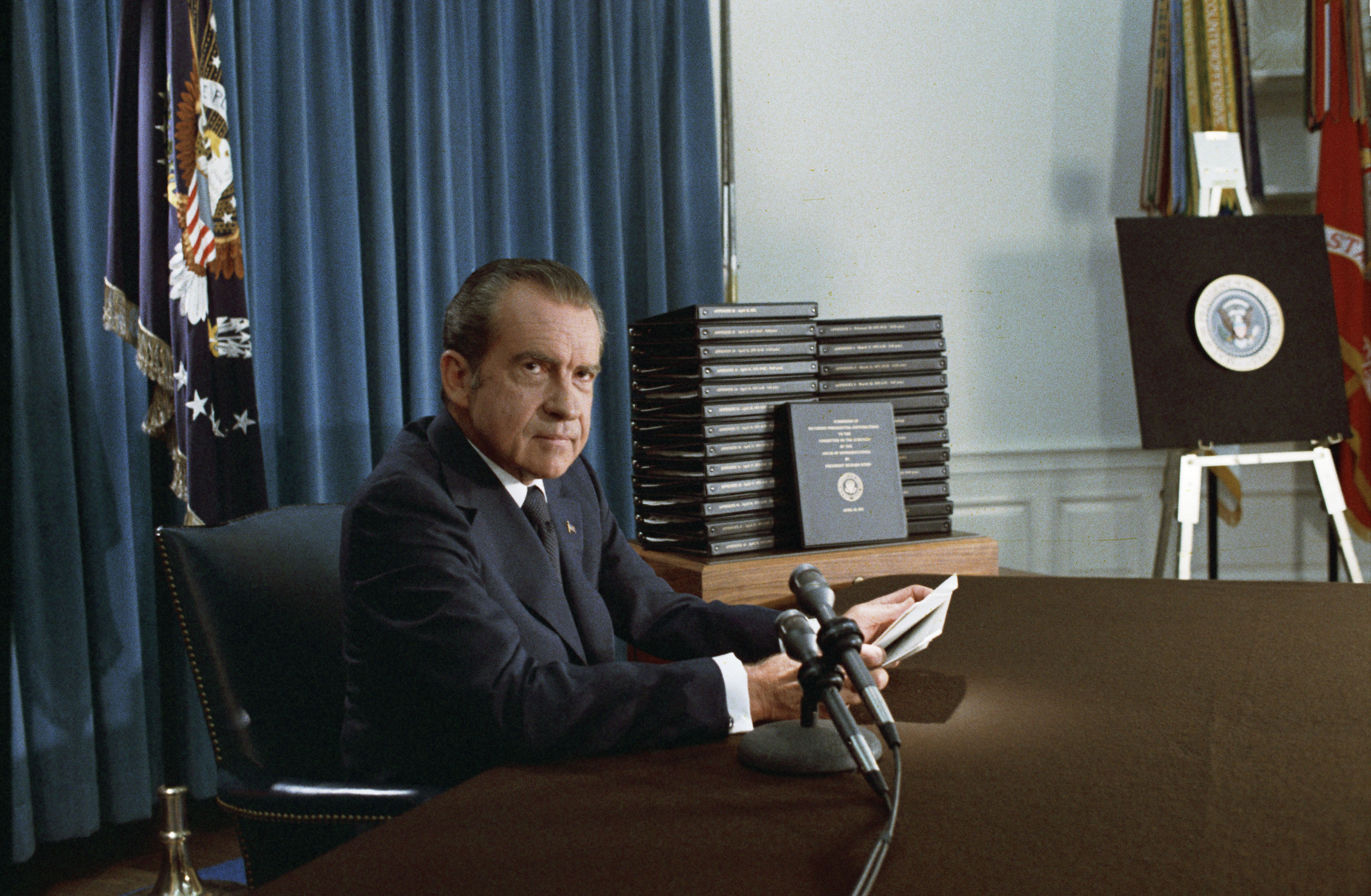
ホワイトハウスが編集した筆記録の提出を公表するニクソン大統領 1974年4月29日

特別検察官の突然の解任が余りに反発が大きいものであったので、ニクソンはテープの公開を拒絶し続けることは不可能と判断して、ホワイトハウスが編集したテープの筆記録を提出することで連邦地裁のシリカ判事の間で合意した。だが、公表された筆記録には削除箇所が多数存在し、ニクソンの支持層の中心だった保守層からもニクソン支持を大きく低下させる結果になった。
やがて世論の総攻撃を受けて10月31日に録音テープの一部を連邦地裁に提出した。そして11月26日にその中の1本に18分30秒の消去された部分があることも判明し世論の疑惑を引き起こしたが、ホワイトハウスは、ニクソンの秘書だったローズ・メアリー・ウッズが電話応答の際に誤って録音機につけたペダルを踏んでテープを消去したと説明した。だが、ウッズが電話に出ながらペダルを踏むには、体操選手のように手足を伸ばさなければならないなど相当無理な姿勢になり、その様子を再現した写真もセンセーショナルに取り上げられてしまった。後に鑑定したところ、この消去は複数回にわたり念入りに行われたことであることが判明し、なおかつ違法行為として訴追対象になるほど大幅であることも判明した。
1974年4月4日に委員会が提出を求めていた録音テープの提出をニクソンが拒み、4月30日に42本のテープを編集した書き起こし1200ページに及ぶ資料を代わりに提出した。
録音テープ提出の問題は結局最高裁判所まで争われ、1974年7月24日、テープに対するニクソンの大統領特権の申し立ては無効とし、さらにコックスの後任の特別検察官レオン・ジャウォスキーにテープを引き渡すように命じる判決（合衆国対ニクソン事件）が全員一致で決定する（ウィリアム・レンキスト長官は辞退）。この命令に従い、ニクソンは7月30日に問題のテープを含めて64巻のテープを引き渡すこととなる。それはニクソンにとって政治生命の致命傷となるものであった。
このウォーターゲート事件の後半の時期はほとんどが録音テープに関する争いであった。それはニクソンへの信頼を少しずつ崩していく過程でもあった。オリバー・ストーンは「テープがなければ弾劾を免れていたはずだ」と語っている。
1991年6月に米国国立公文書館によって未公開部分の一部（47時間分）が公開されている。

## 大統領弾劾発議と辞職
ニクソン大統領の弾劾の動きが野党の民主党はともかく、与党共和党から出たのは、1973年5月6日にボブ・ドール共和党全国委員長が「大統領が知っていたか、介入の証拠があれば大統領弾劾も避けられない」と語ってからである。マッコード発言から1ヶ月半後、調査の結果新たな進展があったとした4月17日から2週間余り、ハルデマン、アーリックマン両補佐官を辞めさせてから1週間近く経てからであった。
しかし大統領弾劾と言っても、それ以前はアメリカ合衆国の歴史でも100年前に1例あるだけで、弾劾に値する行動の検証が難しく、弾劾を主張する議員ですら、実際に弾劾できるという確信は誰も持っていなかった。この年の1月に大統領の第2期目に入り、ベトナム和平の達成で、大統領支持率は68%という最高を記録していた。
単に盗聴を指示した、あるいはもみ消しに関与しただけでは弾劾に多数の賛成を得ることは難しいことであった。後にクリントン大統領が不倫関係をホワイトハウスの大統領執務室で行っていても弾劾に至らなかったことも同じで、単なる不正行為、不道徳行為だけでは、アメリカ合衆国大統領の座から引きずり降ろすことなど出来ない話であった。それ故に、ニクソン大統領がもし1973年4月の時点で「もみ消し工作」を自ら認めていたら、その後の展開は全く違ったものになって、弾劾を受けることは無かったと言われている。
しかし事態が大きく変わり、ターニングポイントとなったのは、「土曜日の夜の虐殺」からで、これが世界一と自認する民主主義国のトップが行う、法律の上からも道徳の上からも許される行動なのかという疑問を多くの人が抱いたからである。虐殺という言葉が使われたこと自体、異常なことであった。これを受けて10月23日に下院に大統領弾劾決議案が提出されて、30日に下院司法委員会の予備審査にかけられることとなった。ニクソンの支持率はコックスを解任した10月末の時点で30%以下に落ち込んでいた。そして翌年8月に辞任するまで支持率が回復することはなかった。
しかもウォーターゲート事件とはまた違うところで別の不正行為が発覚したこと、アグニュー副大統領が自身の不正行為で辞任したことで数々のスキャンダルに覆われて史上最大の汚職政権、と言われるまでになった。アグニューの後任にクリーンなフォードが指名を受けて、議会の承認を得るための公聴会に出席した際に、ある議員が「あなたは間違いなく、近いうちに大統領になる」と断言する始末であった。1973年10月に指名されたフォードが副大統領になる12月までは奇妙なほど休戦状態であったが、副大統領に就任した後は議会の弾劾に向けての行動が年明けから活発になっていく。しかしこの1973年11月の時点では大統領弾劾による解任に賛成は37%で反対は55%という世論調査の数字であり、いかに支持できぬとしても選ばれた大統領を任期途中で弾劾し解任することの抵抗は大きかったのである。

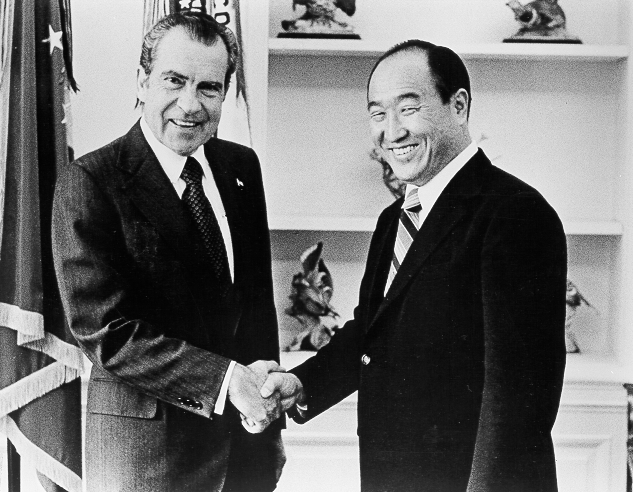
ウォーターゲート事件の渦中、リチャード・ニクソンと文鮮明はホワイトハウスにて面会した （1974年）

その一方で1974年3月1日、大統領の7人の元側近（ハルデマン、アーリックマン、ミッチェル、コルソン、ゴードン・C・ストローン、ロバート・C・マーディアンおよびケネス・W・パーキンソン）がウォーターゲート事件の捜査妨害で起訴された。大陪審は、さらに秘密にニクソンを起訴されていない共謀者（犯罪の共謀は一つの刑事罪名である）として指名した。ディーン、マグルーダー、及び他の人物は既に有罪を認めていた。
こうした中で4月に入ってニクソンの過去における脱税行為が明らかになり、1974年5月の世論調査で弾劾に賛成48%、反対37%でこの時に初めて弾劾賛成が多数派となった。この賛否が逆転した原因は、このニクソンの脱税問題と録音テープの速記録の公表で大統領が普段の会話で汚い言葉を使っていることと策謀をめぐらしている様子がまざまざと示されて国民がショックを受けて、ニクソン自身の道徳性の欠如を決定的に印象付けたのであった。ニクソン大統領はますます窮地に追いやられていった。

### 下院司法委員会
下院は大統領の弾劾の調査を始め、手続きを進めていった。前年の上院特別調査委員会と翌年の下院司法委員会での与党である共和党議員の多くは自己の党派的立場よりも議会の権威を高め政治制度を機能させるという使命を優先させて、ニクソン大統領の違法行為を厳しく批判した。
下院司法委員会は1974年7月27日に評決を行い、27票対11票で大統領に対する第1の弾劾（司法妨害）を勧告することが可決され、さらにその後7月29日には28票対10票で第2の弾劾（権力の乱用）の勧告が、また7月30日には21対17で第3の弾劾（議会に対する侮辱）の勧告までもが可決されてしまう。下院司法委員会の全委員が採決に当たり、賛成は「アイ」、反対は「ノー」という声を各委員が順番に述べて、テレビもまた全委員を映し出していた。
この司法委員会の大統領弾劾の評決で全米が注目していた最中の7月24日、連邦最高裁判所がニクソン大統領に対して録音した64本のテープを連邦地裁のシリカ判事に提出するように判決を出して、すでに20本が速記録の形で提出されており、残りのテープがシリカ判事に8月5日に提出された。
そして２年前の民主党本部侵入事件で実行犯逮捕から6日後の1972年6月23日に、ホワイトハウスの大統領執務室での会話を録音したテープが公開された。その中で、ニクソンとハルデマン補佐官が、国家安全保障に関する問題とすることにより事件捜査を阻止する計画を謀議していたことが明らかにされた。それによると、1972年6月23日に大統領はハルデマンから報告を受けてFBIの捜査を遅らせるようにCIAに依頼し、この侵入事件を国家の安全保障に関する問題にすり替えて捜査を阻むように指示していた。その時点からすでにもみ消しの動きを大統領自身が決めていて、以降のディーンの動きは最初から大統領の承認を受けたものであったことが裏付けられた。この録音テープは決定的証拠（smoking gun）と呼ばれた。
大統領弾劾の動きをもう誰も止められなかった。すでに下院司法委員会の勧告が可決されており、この後は下院本会議での弾劾裁判の発議が議決されれば、上院での弾劾裁判が始まる。この当時上院の共和党は少数派で（下院も少数派であった）、上院でのニクソンへの支持は少ないうえに録音テープの公開で、もはや本気でニクソンを支持する共和党議員は、いなかった。しかも下院司法委員会でニクソンを支持して弾劾決議に反対票を投じた共和党下院議員10人が、このテープの公開とニクソンの釈明の後に、態度を変更すると声明を出した。

### 大統領辞任

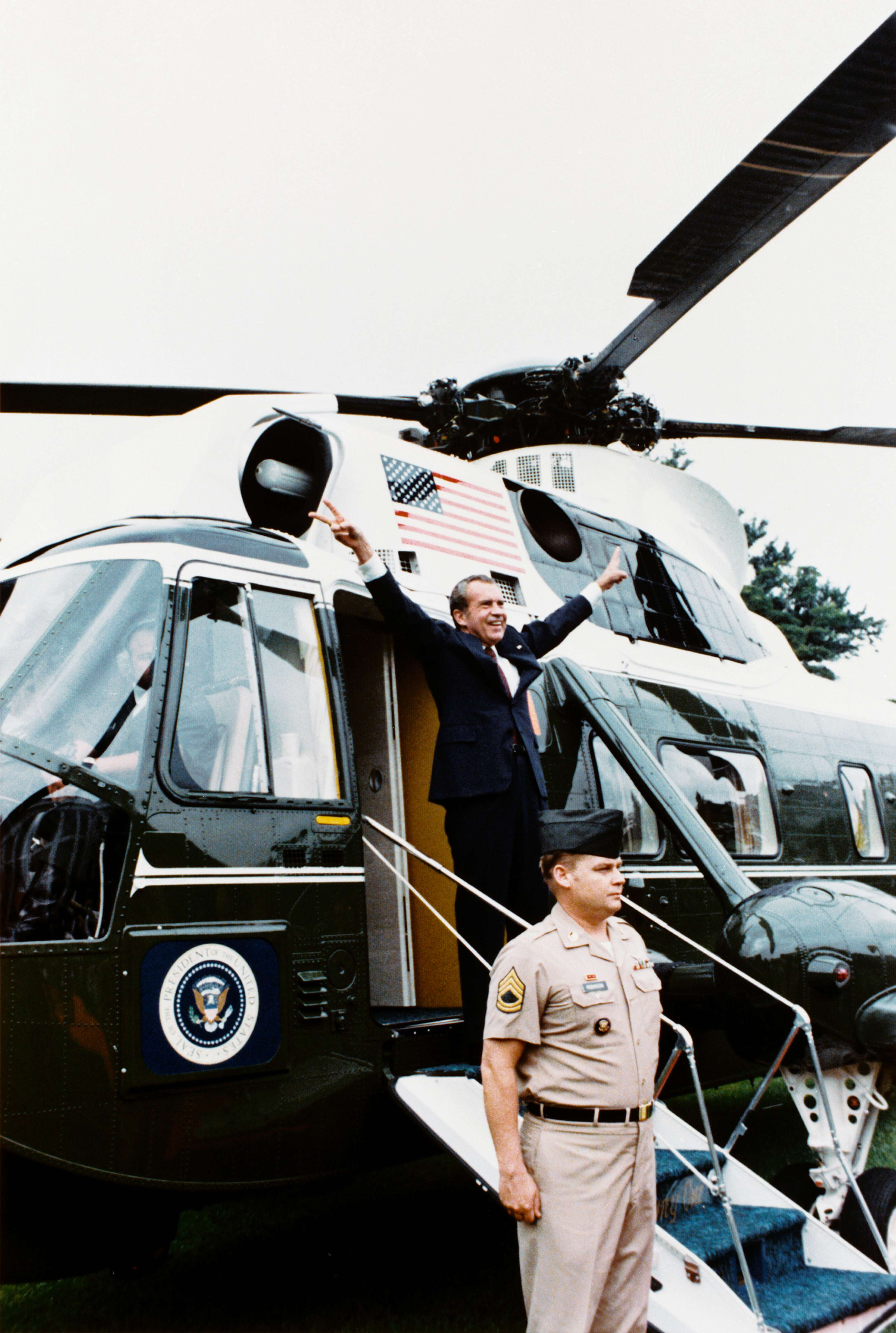
1974年8月9日、ホワイトハウスを去るニクソン

弾劾の決議に賛成する議員が多数を占めると予想され、しかも録音テープの公開で、それまでのニクソン自身の説明が嘘であることが明白になった8月7日、ホワイトハウスをバリー・ゴールドウォーター共和党上院議員ら3名の共和党議員が訪ねた。大統領にもはや形勢を挽回することは不可能と伝えるためであった。そしてニクソン大統領は、自らの意思で辞任することを決定した。
1974年8月8日夜、ホワイトハウスの大統領執務室から国民へのテレビ演説で、ニクソンは翌8月9日正午に辞任することを発表した。
1974年8月9日の午前に、ニクソンはホワイトハウス職員を前に涙を見せながら、お別れの挨拶を述べた後、副大統領夫妻に見送られながらヘリコプターで飛び立っていった。その直後、副大統領のジェラルド・R・フォードが昇格して大統領宣誓を行い、「国家的悪夢は終わった。アメリカ合衆国憲法は機能した」と演説し、事件の終焉を告げた。
同年9月8日、フォードは「ニクソン前大統領は、既に十分苦しみを受けた」として「ニクソン前大統領が行った可能性のある犯罪について、無条件の大統領特別恩赦を、裁判に先行して行う」という声明を発表した。これにより、ニクソンは以後一切の捜査や裁判を免れたが、恩赦を受けることは有罪を認めることを意味していた。
それから20年後、ニクソンは1994年4月22日に81歳で死去したが、この事件の影響で、アメリカ合衆国の歴史上初となる辞任を行ったことなどから、通常大統領経験者の死去の際に行われる国葬は、ニクソン元大統領自身が辞退したため行われなかった。

#### ニクソンが「弾劾された」との誤解
ニクソンは任期中に辞任した唯一の大統領ではあるが、しばしばこれが弾劾によるものと誤解されることがある。実際には、下院司法委員会の弾劾勧告が可決されただけであって、下院本会議での弾劾決議が出る前にニクソンは辞職したために、上院での弾劾裁判を受けてはおらず、したがって弾劾されてはいない。
また、ニクソンは「弾劾を受けた最初の大統領」と紹介されることがあるが、これも二重に誤っている。実際はこれより106年前の1868年に第17代アンドリュー・ジョンソン大統領が上院の弾劾裁判を受けて辛くも大統領の地位を保った先例がある。

### 大統領弾劾発議の根拠
ニクソン大統領が下院司法委員会で大統領弾劾の発議を受けてから24年後の1998年12月9日に、同じ下院司法委員会にウォーターゲート事件当時の委員会顧問でニクソン弾劾の準備を進めたスタッフであったジェームズ・ハミルトンが証言に立った。この1998年はビル・クリントン大統領が疑惑や秘書との不適切な関係で大統領弾劾の動きに直面し、下院司法委員会で討議していた時であった。
この委員会の証言でジェームズ・ハミルトンは、ニクソンとクリントンの行為には歴然とした違いがあるとして、国家に対する《犯罪と重大な違法行為》を基準としてニクソンの行為を弾劾発議した経過を説明し、1974年の司法委員会では次の5項目をニクソンの越権行為として問題であるとした。
1. 大統領の政治的利益のために、国税当局に命じて敵対者に関する監査と調査を行い、その情報を協力者に提供した。
2. 大統領の政治的利益となるように、FBIとシークレットサービスに盗聴を命じ、その後盗聴の証拠の隠蔽を命じた。
3. 「鉛管工」と呼ばれる特別調査チームを作り、CIAの機関と選挙資金を利用して様々な違法の秘密活動を行わせた。
4. 民主党本部への侵入に関する捜査を妨害する行為を許可し、隠蔽とそれに伴うその他の違法行為を容認した。
5. 個人的な利益のために、FBI・犯罪局・ウオーターゲート事件特別検察官を妨害した。

このような行為は《犯罪と重大な違法行為》であり、憲法を破壊する試みに等しく、国家に対する重大で深刻な違法行為であるとハミルトンは述べ、この国家に対する深刻で有害な違法行為という観念は、弾劾に値する違法行為の本質を現し、深刻で有害な違法行為から国家と社会を守るために弾劾されなければならない、としている。
そしてジェームズ・ハミルトンは、それに比べてクリントンの行為は恥ずべき行為だが、国家に対する危険に相当するものではなく、私的及び公的な問題について嘘をついた公務員を全て弾劾するとしたら行政府から多数の人間が去らねばならないと危惧しているとして、ベトナム戦争時のジョンソン大統領や他の大統領たちも完全に正直であったわけでなく、弾劾には一定の基準を設けなければならないと訴えた。
行政府が捜査を行い行政の職員が違法行為と無関係であるという結論を出して国民を惑わしたことと大人の男女が合意の上での性的行為について嘘の声明を出したこととは全く異なる性質のものである、また裁判所は行政府が特権の適用を要求することが不誠実とは一度も示唆していないし、行政が特権の適用に関する論争に負けても、それが弾劾に値する違法行為とはならないと言及した。
クリントン大統領の弾劾については、上記の通り12月9日の下院司法委員会でジェームズ・ハミルトンの証言があったが、10日後の1998年12月19日に賛成がわずかに上回り、偽証罪と司法妨害の2つの理由で弾劾の発議がされた。そして上院の弾劾裁判に付されて賛成50・反対50でクリントン大統領は弾劾を免れた。
アメリカ合衆国上院の弾劾裁判では、可決に必要な票数は三分の二以上であり、この場合は67票の賛成が必要であった。なお1868年3月5日の第17代大統領アンドリュー・ジョンソンの弾劾裁判も、賛成35・反対19で可決に必要な36票に1票足りず、ジョンソン大統領も弾劾を免れている。

## 裁判
コルソンはその後エルズバーグ事件に関する告発について有罪を認めて、隠蔽への告発が取り下げられた。ストローンに対する告発は取り下げられた。3月に起訴された7人のうちの残りの5人は、1974年10月に公判が行われた。1975年1月1日に、パーキンソン以外のすべては有罪になった。1976年には上訴裁判所がマーディアンのために新しい裁判を命じた。また、彼に対する告発はすべて取り下げられた。ハルデマン、アーリックマンおよびミッチェルは1977年に弁明を終えた。アーリックマンは1976年に、他の2人は1977年に刑務所に入った。
| 被告                              | 地位                                                | 判決                 |
| --------------------------------- | --------------------------------------------------- | -------------------- |
| ジョン・ミッチェル                | 第67代アメリカ合衆国司法長官 大統領再選委員会責任者 | 司法妨害で有罪       |
| リチャード・G・クラインディースト | 第68代アメリカ合衆国司法長官                        | 法廷侮辱で有罪       |
| ジェブ・S・マグルーダー           | 大統領再選委員会理事                                | 共同謀議で有罪       |
| フレデリック・C・ラルー           | 大統領再選委員会顧問                                | 司法妨害で有罪       |
| ハリー・ロビンズ・ハルデマン      | 大統領首席補佐官                                    | 司法妨害と偽証で有罪 |
| ジョン・アーリックマン            | 内政担当大統領補佐官                                | 司法妨害、偽証で有罪 |
| エジル・クローグ Jr.              | 大統領法律顧問→運輸副長官                           | 司法妨害で有罪       |
| ジョン・ディーン                  | 大統領法律顧問                                      | 司法妨害で有罪       |
| ドワイト・L・チェーピン           | 大統領副補佐官（日程担当）                          | 偽証で有罪           |
| ハーバート・W・カームバック       | 大統領の個人弁護士                                  | 違法選挙活動で有罪   |
| チャールズ・コルソン              | 大統領特別顧問                                      | 司法妨害で有罪       |
| ハーバート・L・ポーター           | 大統領再選委員会助手                                | 偽証で有罪           |
| ジョージ・ゴードン・リディ        | 弁護士                                              | 不法侵入で有罪       |
| ハワード・ハント                  | 元CIA工作員、ホワイトハウス顧問                     | 共同謀議と盗聴で有罪 |
| ジェームズ・マッコード            | 大統領再選委員会理事                                | 不法侵入と盗聴で有罪 |
| バージリオ・R・ゴンザレスなど4名  |                                                     | 不法侵入で有罪       |

## 余波
- ホワイトハウスではフランクリン・ルーズベルト以降リチャード・ニクソンまでの大統領は執務室や電話での会話の多くを記録していた。それらは歴史的に興味深い資料でもあるが、しかしウォーターゲート事件以降このような記録は存在しなくなった。
- ウォーターゲート事件を受けて米国内での諜報機関による非合法監視活動を禁じるために、1975年に元上院議員フランク・チャーチを中心に委員会が組織され、その提言は外国情報監視法（FISA）の成立につながった[49]。
- 筑紫哲也は当時、朝日新聞社のワシントン特派員として派遣されており、事件の一部始終を取材した。1979年に自身の著書の中で3年余のワシントン勤務の3分の2強を「ウォーターゲート」に振り回されたと述懐している[50][注釈 36]。
- 事件名の「ウォーターゲート」は前記の通り民主党本部ビルの名称に由来するが、その後政界に限らず不祥事やスキャンダルに対してこの事件をもじる形で「××ゲート」といった俗称がつけられるケースがある。同様の表現は、アメリカ以外にも広まった。中国のネットニュースでは、「ウォーターゲート事件」にちなんで、社会の関心となりうるスキャンダルのことを漢字一文字で「門」と表現する。
ビリーゲート（Billygate）
1980年にジミー・カーター大統領の実弟であるビリー・カーターが、アメリカ政府が関与する形でリビア政府と不適切なコネクションを持っていたのではないかという疑惑[51]。
イランゲート（Irangate）/ コントラゲート（Contragate）
1986年レーガン政権下で起きたイラン・コントラ事件[52][53]。
イラクゲート（Iraqgate）
1980年代のレーガンおよびジョージ・H・W・ブッシュ政権下で起きたイラクのサッダーム・フセイン政権への軍事援助疑惑[54]。
チャイナゲート（Chinagate）
1996年アメリカ合衆国大統領選挙でのビル・クリントン政権に絡む中華人民共和国による選挙介入疑惑[55][56]。
ベンガジ・ゲート（Benghazigate）
2012年アメリカ在外公館襲撃事件を巡るバラク・オバマの情報隠蔽疑惑[57]。
ロシアゲート（Russiagate）
ドナルド・トランプによる2016年アメリカ合衆国大統領選挙に絡むロシアの介入疑惑[58]。
ピザゲート（Pizzagate）
2016年に起きた、偽ニュースサイトによりヒラリー・クリントンが人身売買に加担していると言うデマが拡散され、これを信じた男がピザ店を襲撃した事件。
コリアゲート
1976年に発覚した大韓民国政府による米政界への工作が発覚した政治スキャンダル。
崔順実ゲート事件
2016年に発覚した韓国の朴槿恵大統領と崔順実をめぐるスキャンダル。
パーティーゲート疑惑
2020年以降の新型コロナウイルス対策の制限下で英国のボリス・ジョンソン首相が規則違反のパーティーを首相官邸などで繰り返し開催した疑惑[59]。
アベゲート
日本で2010年代に発生した森友学園問題・加計学園問題など、安倍晋三総理大臣が関与した一連の政治スキャンダルを日本国外のメディアが同氏の名前を取って形容した名称[60][61]。
ゲーマーゲート集団嫌がらせ事件（#Gamergate）
ゲーム文化における性差別とジャーナリズムの論争から発展したハラスメント・キャンペーン。
クライメートゲート（Climategate）
2009年に生じた気候研究ユニット・メール流出事件。
クラッシュゲート（Crashgate）
F1の2008年シンガポールグランプリにおけるルノーF1オーナーだったフラビオ・ブリアトーレらによるネルソン・ピケJr.に対する意図的なクラッシュ指示疑惑[62]。

## ディープ・スロート

マーク・フェルト

事件発生から33年後の2005年5月31日、当時FBI副長官であったマーク・フェルトが「ディープ・スロート」であったことを公表し、『ワシントン・ポスト』及びウッドワードもこれを認めた。
ウッドワードとフェルトとが初めて会ったのは、1969年秋ごろにホワイトハウス西館1階にある国家安全保障会議の幹部執務室の外にある狭い応接ルームであった。イェール大学を卒業後軍役に就き、当時海軍大尉であったウッドワードは国防総省に勤務し各通信文や書類をホワイトハウスに届ける役目を務めていた。担当者に手渡すまで待っている間（1時間ほど待たされることが多かった）に、たまたま隣に座って言葉を交わしたのが当時FBI副長官のフェルトであった。ホワイトハウスで会ったのはこの後にもう1度だけで、やがて翌1970年夏に海軍を除隊後に『ワシントン・ポスト』に2週間試用で勤務したが結局本採用されず、地方都市の週刊誌記者として1年間勤めている間にフェルトと親しい関係になり、自宅を訪ねたこともあった。
ウッドワードは1971年9月に『ワシントン・ポスト』に本採用され、新聞記者となったが、仕事に忙殺される間でも定期的に連絡は取っていた。その頃には政府機関であるFBI副長官と新聞記者との関係を誰にも知られないようにして、自分とFBIと司法省に一切言及しない鉄則を守ることを誓い、どんなことがあっても秘密を厳守することをウッドワードはフェルトから教えられた。
どちらかが緊急に会う必要が生じた時は2人だけが分かる意思表示の方法も決められていて、ウッドワードが会いたいと意思表示する時は自宅アパートのベランダに置いてある植木鉢を奥に引っ込めることで、これをどうやってフェルトが確認したのかウッドワードはついに分からないままであった。フェルトが意思表示をする時はウッドワード宅に配達される『ニューヨーク・タイムズ』の20ページ目のページ番号20に〇を書き入れ、その下に矢印をつけてその矢印の方向で何時にと分かるようにしていて、大体午前2時が多かった。場所はポトマック川のヴァージニア州ロスリンにある地下駐車場であった。
ウォーターゲート事件が起こる前でも、2人は取材の中でワシントン・政府・権力といったテーマで何度も夜遅くに語り合う関係であった。彼は「ニクソンが支配するホワイトハウス」に悩まされていた。ニクソンの取り巻きによる政権維持のためには汚いやり方を意に介さないことに憤慨していた。侵入事件直後の1972年6月23日以降のハルデマン補佐官とディーン顧問の動きで見せた態度は、政府機関の側からは横柄で礼を失したものであった。議会から承認を受ける必要のない補佐官が政府機関のトップを呼びつけて注文を付ける様子はフェルトの神経を逆撫でするものであった。そしてウッドワードはホワイトハウス上層部との関係に注目したが決定的な証拠はまだ見出せず、1972年10月のある日の深夜にこの事件が起きて以降では初めてフェルトに会った。彼は「大統領とミッチェルだけが知っている」との謎めいた言葉をウッドワードにかけていた。「ミッチェルは関与している。疑いの余地はない」「いろいろな妨害工作や違法活動にホワイトハウスとニクソン再選委員会のメンバーが50人くらい関わっている」と言いながら最後に「今言ったことは一言たりとも記事にしてはならない。これはバックグラウンドだ」と言っている。しかしこの直後に、ホワイトハウスの大統領執務室でハルデマン補佐官がニクソン大統領に『ワシントン・ポスト』への情報提供者はフェルトだと報告していた。
ウッドワードとフェルトの関係は、ウッドワードが『大統領の陰謀』を書いたりして、大統領辞任後にディープ・スロートの正体についての取材が多くなり、フェルトも質問を受けて自分ではないと否定することで、次第に疎遠になっていった。またフェルト自身は1973年5月にグレイ長官代行の辞任後に後継に選ばれることなく翌月に辞任したが、1972年に極左テロ組織「ウエザーマン」の捜査の過程で、FBIが容疑者宅への不法侵入を承認したことが4年後に問題となって裁判の被告席に立つこととなり、この裁判で1980年10月に証人として当時67歳のニクソンが出廷してフェルトを擁護している。長い裁判の結果、1980年11月に大陪審で有罪の判決を受けて、服役せず罰金刑という軽い処分に終わった。しかも翌年就任したレーガン大統領が「テロリズムを終息させるという崇高な行動指針に従った行動」と讃え、特赦を受けた。それに対してウッドワードはジャーナリストという身分からまったく逆の立場に立つことになった。
2000年2月、86歳になったフェルトをウッドワードは訪ねている。この時にすでに認知症を患っていたフェルトは細かい記憶が失われており、幾つかの昔話に「憶えていない」の返事が多かった。ウッドワードとバーンスタインは彼が死んだ後にすべてを明らかにしようと考えていたが、2005年5月31日に発行された雑誌『ヴァニティ・フェア』において、「私がディープ・スロートと呼ばれた男」の記事が出された。この記事は弁護士ジョン・オコーナーとフェルトの娘のジョーンが本人を説得してオコーナーが書き、この中でフェルトがディープ・スロートであったことと自身が認知症によりその事の記憶を既に失くしていることにも触れていた。同じ日に『ワシントン・ポスト』社内でウッドワード、バーンスタインと他の編集局幹部が協議の上で、声明を出して「フェルトはディープ・スロートであり、ウォーターゲート事件の取材の際に計り知れないほどに力になってくれた」と彼がその人であったことを認めた。
なおフェルトの動きを「FBIがマスメディアを利用してニクソン大統領を辞任に追い込んだクーデターである」などと主張する者がいるが、そもそも事件を起こしたのはニクソンのホワイトハウスであり、「そもそも大統領が事件を知ってからすぐにもみ消し工作を指示したことが彼の崩壊の出発点であった」「事件の進展の過程でニクソンが真相を全て公表してしまえば、自己の政治生命を救うことができた時期もあった」とされている。しかしもみ消し工作をさらにもみ消すことを繰り返して、さらに司法活動の妨害まで行って、そのたびに国民の大統領に対する疑惑と不信感を深めて「つまり最終的に破滅に追いやったのは、真相を隠そうとして次々と取った彼の対応策であり、彼は自ら墓穴を掘るような行動を重ねていった」ことであった。
さらにマーク・フェルトはフーヴァーの死去後の後任にグレイが任命されたことにショックを受けていた。自分が後継者になると自負していたとボブ・ウッドワードはその著「ディープスロート〜大統領を葬った男〜」で書いているが、またフェルトの行動についてゲーム感覚でウッドワードを手先の諜報員と見なしていたのではないか、と疑い「彼のような地位の人間がニクソン及び大統領制そのものに影響を及ぼすような事柄で不謹慎なことをするとは思えなかった」として結論として「ディープスロートは政権を護ろうとした。全てが崩壊する前に政権みずからが行いを改めることを意図していた」と書いている。1972年10月にフェルトとウッドワードが事件後に初めて《密会》した直後にすぐにニクソンのもとに情報が入っていたこと、辞任後の1980年にフェルトが在職中（1970年）に起こった別の事件（FBI不法侵入事件）で被告となった時にニクソンが弁護側の証人として出廷してフェルトを弁護し、後に赦免されたフェルトは「ニクソンがワシントン・ポストよりもずっと力になってくれた」と語っていたことを見れば、ウォーターゲート事件は「クーデター」ではなく「国家権力者による数えきれない程の違法行為が導いた政権の自滅」以外の何物でもない事は火を見るよりも明らかである。

## 事件が登場する作品
音楽
- ディッキーズ・サチ・アン・アスホール Dickies such an Asshole（1973年） - フランク・ザッパの楽曲・当時のLIVEで頻繁に演奏された後、アルバム『Broadway the Hardway』（1988年）に収録された。

映画
- 大統領の陰謀（1976年） - ウッドワードとバーンスタインによる事件報道のドキュメントを元にした映画。
- フォレスト・ガンプ/一期一会（1994年） - 主人公がウォーターゲートビルの向かいのホテルに宿泊していた際、侵入者の懐中電灯の光を見て停電と思い込んでフロントに内線かけた。その直後のシーンでニクソン大統領が辞任する会見のニュース映像が映っている。
- ニクソン（1995年） - オリバー・ストーン監督によるニクソンの伝記映画。
- キルスティン・ダンストの大統領に気をつけろ!（1999年）映画 - 15歳の2人の女子学生が「ディープ・スロート」の正体であったというコメディ。
- セレブの種（2004年）映画 - 盗聴器を仕掛ける侵入者を発見した警備員が、話の中に登場する。
- フロスト×ニクソン（2008年）映画 - 2006年初演の戯曲『フロスト/ニクソン』の映画化。
- ウォッチメン（コミック、1986年）および映画（2009年）-ニクソンに送り込まれたヒーロー「コメディアン」によってディープ・スロートことマーク・フェルト、および『ワシントン・ポスト』紙のウッドワード、バーンスタインらが殺害され、ウォーターゲート事件は隠匿、結果ニクソンが大統領の座に座り続けたとする歴史改変を行っている（コミックや映画では直接その場面は描かれないが、ゲーム版に登場する）。
- ペンタゴン・ペーパーズ/最高機密文書（2017年）ラストにウォーターゲートビルに盗聴器を仕掛ける侵入者の懐中電灯の光のシーンがある。
- ザ・シークレットマン（2017年）- 「ディープ・スロート」こと、マーク・フェルトを描いた作品。

テレビドラマ
- 権力と陰謀・大統領の密室 WASHINGTON BEHIND CLOSED DOORS  （1977年） - 登場人物の人物名は全て変更されているが、ジョンソン大統領の政権末期からニクソンの当選、政権の陰謀、そして事件に至るまでをベースに、主にCIA長官の視点から腐敗した政権の裏側を見せながらウォーターゲートビルに盗聴装置を取り付けるため侵入して逮捕されるまでを描いたテレビ・ミニシリーズ。首席補佐官を演じたロバート・ヴォーンがエミー賞を受賞し、映画『大統領の陰謀』で『 ワシントン・ポスト』紙のベン・ブラッドリー編集主幹を演じたジェイソン・ロバーズがこのドラマでは大統領を演じている。